# Antonio Serravalle
Antonio Serravalle (Toronto, 18 de setembro de 2002) é um automobilista canadense. Assinou com a Abel Motorsports para disputar a temporada de 2022 da Indy Lights.

## Carreira
Estreou no kart em 2010, vencendo as categorias Rotax Micro Max, Mini Max e Open Shifterdo campeonato nacional da modalidade em 2011, 2013 e 2017. Mudou-se para os monopostos em 2018 para disputar a Pro Mazda pela equipe Exclusive Autosport, tendo como melhor resultado um 8º lugar na etapa do Indianapolis Raceway Park.
Permaneceu na categoria (agora renomeada Indy Pro 2000), representando a Pserra Racing (entre as corridas de St. Petersburg e Mid-Ohio, em associação com a Jay Howard Driver Development, encerrando o campeonato em parceria com a RP Motorsports Racing), obtendo 2 quartos lugares na temporada. Serravalle ainda participou de 2 etapas da Fórmula 3 Americana pela Velocity Racing Developments, não conseguindo pontuar em nenhuma delas.
Para a temporada 2020 da Indy Lights, foi contratado pela HWD Motorsports para correr, inicialmente, 9 etapas do campeonato.. Devido a pandemia de Covid-19 a temporada foi cancelada. Disputou a tempoara de 2021 pela Pserra Racing, correndo 8 das 10 etapas (melhor resultado um sexto lugar). Assinou com a Abel Motorsports para disputar a temporada de 2020.